# Sângeorz-Băi
Sângeorz-Băi is een stad (oraș) in het Roemeense district Bistrița-Năsăud. De stad telt 10.224 inwoners (2002).

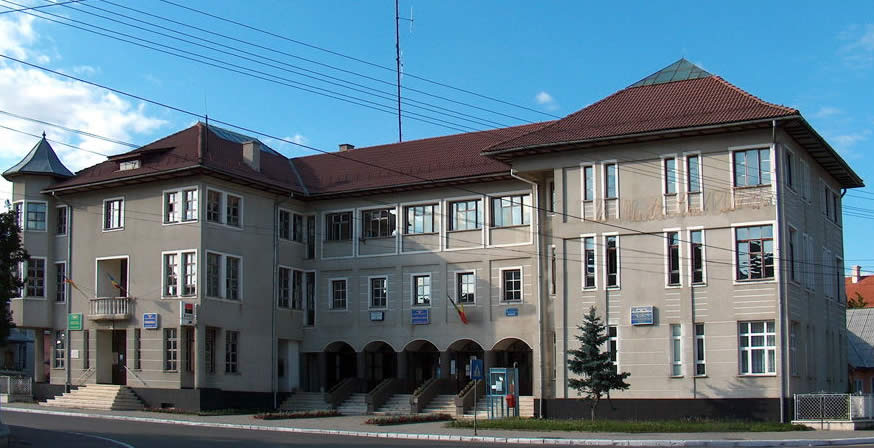
Raadhuis van Sângeorz-Băi
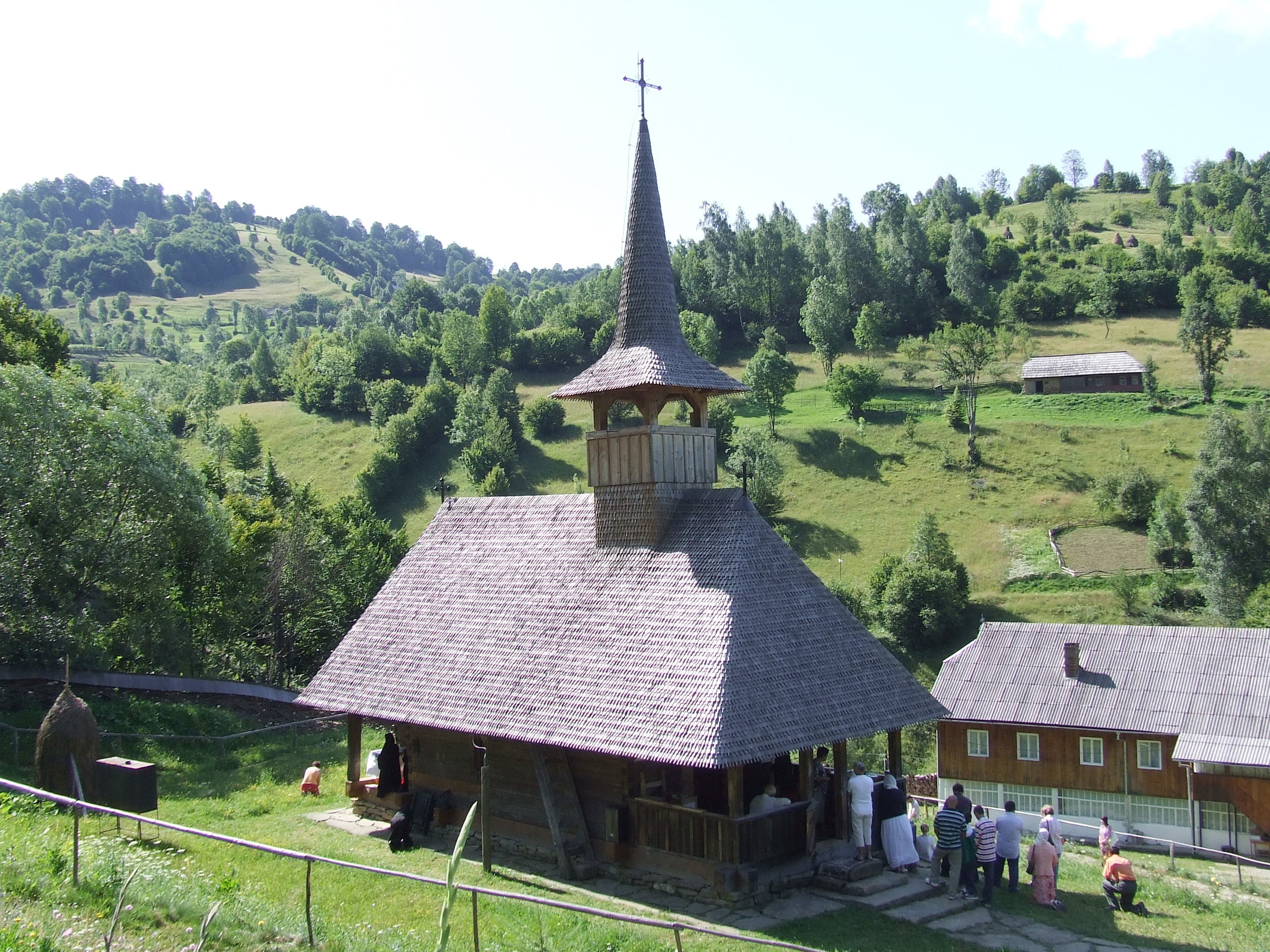
Kerk van Sângeorz-Băi

Stad met gemeentestatus: Bistrița

Steden zonder gemeentestatus: Beclean · Năsăud · Sângeorz-Băi